# Hawker Typhoon

Hawker Typhoon

Hawker Typhoon a fost un avion de vânătoare-bombardament britanic monoloc în cel de Al Doilea Război Mondial, proiectat ca avion de interceptare de altitudine mediu-înaltă și înlocuitor direct al Hawker Hurricane. De la bun început au fost niște probleme de proiectare pe care producătorii Typhoon-ului nu a reușit niciodată să le rezolve.
În 1941 Luftwaffe a introdus în serviciu formidabilul Focke-Wulf Fw 190, Typhoon fiind singurul avion în inventarul RAF-ului capabil să-l intercepteze la joasă altitudine  stabilindu-și sie însuși rolul de avion de interceptare la joasă înălțime.

### Citări
1. ↑  Thomas and Shores 1988, p. 16.
2. ↑  Thomas and Shores 1988, pp. 35–36.